# Marguerite Michaud
Pour les articles homonymes, voir Michaud.
Marguerite Michaud, née le 4 juillet 1903 à Bouctouche et morte en 1982 à Moncton, est une enseignante, administratrice, conférencière et écrivaine considérée comme étant l'une des « grandes Acadiennes » du XXe siècle. Elle est la première femme acadienne à obtenir un baccalauréat et joue un rôle important dans la promotion de l'éducation, de l'histoire et de la culture acadienne. Historienne de renom, elle rédige de nombreux articles pour la Revue d'histoire de l'Amérique française et apporte sa contribution au journal L'Évangéline, notamment à travers des chroniques féminines et des notes historiques. Ses recherches se concentrent principalement sur l'histoire de l'Acadie, l'histoire ecclésiastique et l'histoire locale. Pour sa contribution au domaine historique et du patrimoine acadien, de la littérature et de l'éducation canadienne, elle devient membre de l'Ordre du Canada en 1974 et obtient d'autres distinctions telles que la médaille du jubilé d'argent en 1977 et la médaille de l'Alliance française. 

## Biographie

### Enfance
Née le 4 juillet 1903, à Bouctouche au Nouveau-Brunswick, Marguerite Michaud est l'aînée des 11 enfants de Virginie LeBlanc et de Georges Michaud. Étudiante tout d'abord à l'école paroissiale et au couvent de l'Immaculée-Conception, elle poursuit ses études supérieures à St. Mary's Academy de Newcastle, désormais un quartier de Miramichi. Elle est récipiendaire de la médaille du lieutenant-gouverneur du Nouveau-Brunswick en 1916, à l'âge de treize ans.

### Éducation
Marguerite Michaud suit ses études secondaires à Saint Mary's Academy de Newcastle avant de poursuivre son parcours universitaire dans plusieurs établissements. Elle obtient un baccalauréat ès arts avec distinctions en 1923 à l'Université Saint-Francis-Xavier, devenant ainsi la première Acadienne à recevoir ce diplôme. En 1924 ou 1925, elle obtient une maîtrise ès arts, avec une concentration en littérature et en histoire au couvent d'Antigonish. 
Grâce à des bourses du gouvernement français et du comité France-Acadie, elle part pour Paris la même année et s'inscrit à la Faculté des lettres de la Sorbonne. Après un an d'études, elle obtient en 1926 un diplôme de professeur de français à l'étranger et est retournée au Nouveau-Brunswick le même été. En 1929, elle s'installe à New York et poursuit ses études à l'université Columbia. Elle enseigne ensuite la langue et la littérature françaises au sein du département des langues romanes au St. Joseph's College de Brooklyn jusqu'en 1940. En 1947, elle soutient sa thèse et reçoit un doctorat magna cum laude en histoire de l'Université de Montréal. Inscrite à l'Institut pédagogique de Montréal, elle entreprend sa seconde thèse de doctorat sur le système scolaire du Nouveau-Brunswick. En 1962, elle a suivi une formation postdoctorale au Teachers College de l'Université Columbia. En 1974, l'Université de Moncton lui décerne un doctorat honorifique en reconnaissance de sa contribution à l'éducation et à la culture acadienne. On lui attribue deux autres doctorats honorifiques dont un en éducation à l'Université Saint-Joseph de Memramcook et un autre en droit à l'Université Saint-Thomas.  

### Carrière
Marguerite Michaud commence sa carrière comme institutrice à Edmundston en 1925. Par la suite, elle devient professeure de langue et de littérature au St. Joseph's College de Brooklyn, à New York, où elle enseigne de 1929 à 1940. Pendant cette période, elle écrit aussi une étude comparant les Acadiens du Nord et ceux de la Louisiane. 
De retour au Nouveau-Brunswick, elle s'investit dans l'enseignement et devient professeure à l'École normale de Fredericton pendant la Seconde Guerre mondiale. Elle enseigne ensuite au Collège Marguerite-Bourgeoys et dirige les cours de français à l'école secondaire de Campbellton. À partir de 1940, elle joue un rôle clé dans plusieurs associations acadiennes, dont la Fédération des associations du Foyer-école, le Cercle français de Fredericton, l'UNICEF et l'Association des instituteurs acadiens, qu'elle préside en 1950,. 
Elle participe également à plusieurs organisations à l'échelle internationale. En 1952, elle est parmi les trois Canadiens présents aux Pays-Bas en tant que délégués de l'UNESCO lors d'un forum des Nations unies sur l'enseignement des droits de l'homme dans les écoles secondaires.  La même année, elle participe à la Conférence canadienne sur l'éducation à Ottawa. 
En 1953, elle reprend son poste de professeur de français à l'École normale, avant d'être nommée directrice adjointe en 1961. Elle a été la première femme à occuper ce poste. Après sa retraite en 1968, elle continue à enseigner comme chargée de cours à l'Université de Moncton comme professeure émérite. 
Marguerite Michaud est également une historienne reconnue. Elle écrit de nombreux articles pour la Revue d'histoire de l'Amérique française et contribue au journal L'Évangéline, notamment par des chroniques féminines et des notes historiques. Son travail porte principalement sur l'histoire de l'Acadie, l'histoire cléricale et l'histoire régionale. 

## Prix et distinctions
En 1954, elle reçoit la médaille de Chevalier du Bon Parler. En 1974, elle devient membre de l'Ordre du Canada. Elle préside l'Association des instituteurs et institutrices acadiens et est également membre du Conseil consultatif du multiculturalisme en 1973. En 1977, elle reçoit la médaille du jubilé d'argent de la part de la reine Élisabeth II. Deux ans plus tard, en 1979, elle reçoit le prix de mérite de l'Association des enseignantes et des enseignants francophones du Nouveau-Brunswick. Elle devient membre de la Compagnie des Cents-Associés francophones en 1981. La France lui décerne également la médaille de l'Alliance française. Elle est impliquée dans plusieurs autres organisations dont celles de foyer-école, l'Association acadienne d'éducation, le Cercle français de Fredericton et elle est présidente de l'UNICEF du Nouveau-Brunswick. Une école et une bibliothèque sont nommées d'après elle et le prix Dre-Marguerite Michaud en études canadiennes est créé en son honneur en 1989 par l'Université Saint-Francis-Xavier.

## Publications
Voici une liste non-exhaustive des publications de Marguerite Michaud.
Articles :
- Le Musée de la cathédrale de Moncton : ses souvenirs historiques
- Percé, sa nature, son histoire
- À l'ombre du Petit Rocher
- Caraquet
- Le Père F.-X.-J. Michaud, grand curé bâtisseur et organisateur

Livres :
- La Reconstruction française au Nouveau-Brunswick
- Les Acadiens des provinces maritimes
- Évangéline